# Carlos Galigniana Segura
Carlos Galigniana Segura (Mendoza, 1875 - íd., 1922) fue un abogado y político argentino, que ejerció como gobernador de la provincia de Mendoza entre 1904 y 1907.

## Biografía
Se doctoró en derecho en la Universidad de Buenos Aires en 1895, con una tesis sobre Territorios Nacionales.
A su regreso a su provincia natal, fue elegido diputado provincial por influencia de su tío político, Elías Villanueva, a cuyo círculo político pertenecía. Cuando éste fue elegido gobernador, en 1901, lo nombró Ministro de Hacienda de la provincia.
Fue elegido gobernador en 1905. Durante su mandato realizó grandes avances en las obras de riego de gran parte de la provincia, adoquinó varias calles de la capital, construyó caminos pavimentados, levantó el Hospital Provincial y la Cárcel. Durante su mandato tuvo un crecimiento explosivo la colonización en el departamento San Rafael, que poco antes había sido beneficiado con la llegada del ferrocarril; muchos de los canales de riego de la zona fueron construidos por Galigniana.
Fue depuesto por la revolución radical de 1905 y arrestado el día 4 de febrero. En su lugar, asumió el gobierno el líder radical José Néstor Lencinas, que duró apenas dos días en su cargo.
Repuesto en su cargo de gobernador, pudo terminar su período en marzo de 1907. A continuación fue elegido diputado nacional, cargo que ocupó hasta 1914.
Falleció en Mendoza en 1922.
Varias calles y escuelas de la provincia de Mendoza, y uno de los ramales principales del canal matriz de riego, llevan el nombre de este gobernador.